# Съветско-българска война
Съветско-българската война е състояние на война между Съветския съюз и България от 5 септември до 28 октомври 1944 година, по време на Втората световна война. Въпреки обявената война от страна на СССР на Царство България, реални бойни действия не са водени.

## История
Макар през 1941 година България да се присъединява към Тристранния пакт, а от края на същата година да е в състояние на война с Великобритания, Съединените щати и някои техни съюзници, страната дълго време запазва дипломатическите си отношения със Съветския съюз. В хода на Втората Яшко-Кишиневска операция в края на август 1944 година съветското командване започва да се подготвя за настъпление в България и на 5 септември Съветският съюз официално обявява война. На 26 август, под заплахата от настъпващата Червена армия, правителството на Иван Багрянов обявява неутралитет и се разпорежда германските войски да напуснат страната, а отказващите да бъдат разоръжени. Още преди официалното обявяване на войната българското правителство взема решение да не се оказва съпротива на евентуално съветско нападение. Няколко часа след обявяването на войната то официално иска сключване на примирие, като се подготвя да обяви официално война на Германия.
Независимо от тези обстоятелства, Съветските войски навлизат на българска територия в 9 часа и 20 минути сутринта на 8 септември без да срещнат съпротива. Настъплението се извършва от части на Трети украински фронт – 46-а армия по направление към Разград, 57-а армия към Шумен и 37-а армия към Дългопол – с поддръжката на 17-а въздушна армия, Черноморския флот и Дунавската флотилия. Задачата им е за пет дни да достигнат до линията Русе-Разград-Шумен-Карнобат-Бургас, където да спрат, но в действителност напредват по-бързо от планираното. Съветската армия не взима български пленници, само в началото на операцията обезоръжава някои части.
Вечерта на 8 септември в София е извършен държавен преврат, довел на власт просъветско и доминирано от комунистите правителство. Считано от 22 часа на 9 септември съветското командване прекратява настъпателните действия, мотивирайки се с прекъсването на дипломатическите отношения между България и Германия на 7 септември и обявената от българското правителство война на Германия на 8 септември. Операцията е отбелязана от съветските власти като голям успех, а на 13 септември съветският командващ Фьодор Толбухин е повишен в маршал. Официално примирие между България и Съветския съюз, както и с останалите съветски съюзници, е подписано в Москва на 28 октомври. Войната е окончателно приключена с Парижкия мирен договор от 10 февруари 1947 година.
Основната част от съветските войски напуска България до края на 1944 година, продължавайки настъплението си на запад. В страната е оставена само 37-а армия под командването на Сергей Бирюзов. Основната част от съветските сили е концентрирана в района на Казанлък, Сливен, Ямбол и Елхово и е използвана от съветското правителство като средство за натиск срещу Турция за постигане на териториални отстъпки в Задкавказието и промени в режима на достъп до Проливите.
Въпреки че войната протича без реални сблъсъци, тя дава значителни политически преимущества на Съветския съюз. Той получава голямо политическо влияние в България, доминирайки Съюзната контролна комисия и свеждайки до минимум ролята на своите съюзници. Съветската окупация, продължила до декември 1947 година, става основа за консолидирането на властта на Комунистическата партия. В същото време войната дава основание на Съветския съюз да участва в преговорите за сключване на мирен договор. Във финансово отношение България е принудена да поеме издръжката на съветските войски на своя територия и да изплати на Съветския съюз значителни репарации, главно за сметка на свои вземания от Германия.

### Цитирани източници
- Везенков, Александър. 9 септември 1944 г.   София, Сиела, 2014. ISBN 978-954-28-1199-2.